# Готшалк, Эрнст
Эрнст Готшалк (нем. Ernst Gottschalk, 15 октября 1877, Дюссельдорф, Пруссия — 2 сентября 1942, Дюссельдорф, Рейнская провинция) — немецкий скульптор.

## Жизнь и творчество
Э.Готшалк в возрасте 15 лет, в 1892 году поступает дюссельдорфскую Школу прикладного искусства, где изучает резьбу по дереву. В 1904—1905 годах он продолжает своё обучение в Берлине. Затем некоторое время работает в России, в городе Екатеринославе (ныне Днепр). В 1907—1910 годах Эрнст Готшалк завершает своё образование в Академии художеств Дюссельдорфа. С 1910 и до самой своей смерти он ведёт жизнь свободного художника, создаёт скульптуры, памятники, бюсты, рельефы, надгробия и т. п. Э.Готшалк был членом союза «Молодой Рейнланд», а после её роспуска — вплоть до 1938 года состоял в группе «Рейнский сецессион». Среди его друзей следует назвать таких мастеров немецкого искусства XX столетия, как художники Отто Дикс, Хайнрих Науэн, Отто Панкок, скульпторы Георг Кольбе, Эрнст Барлах, Вильгельм Лембрук, Арно Брекер. После прихода в Германии к власти национал-социалистов Э.Готшалк, отрицательно относившийся к режиму, прерывает отношения с А.Брекером, ставшим одним из парадных скульпторов нацистов. В то же время в 1935 году Э.Готшалк спасает от отправки в концлагерь скульптора-еврея Бернгарда Зофера.

## Галерея

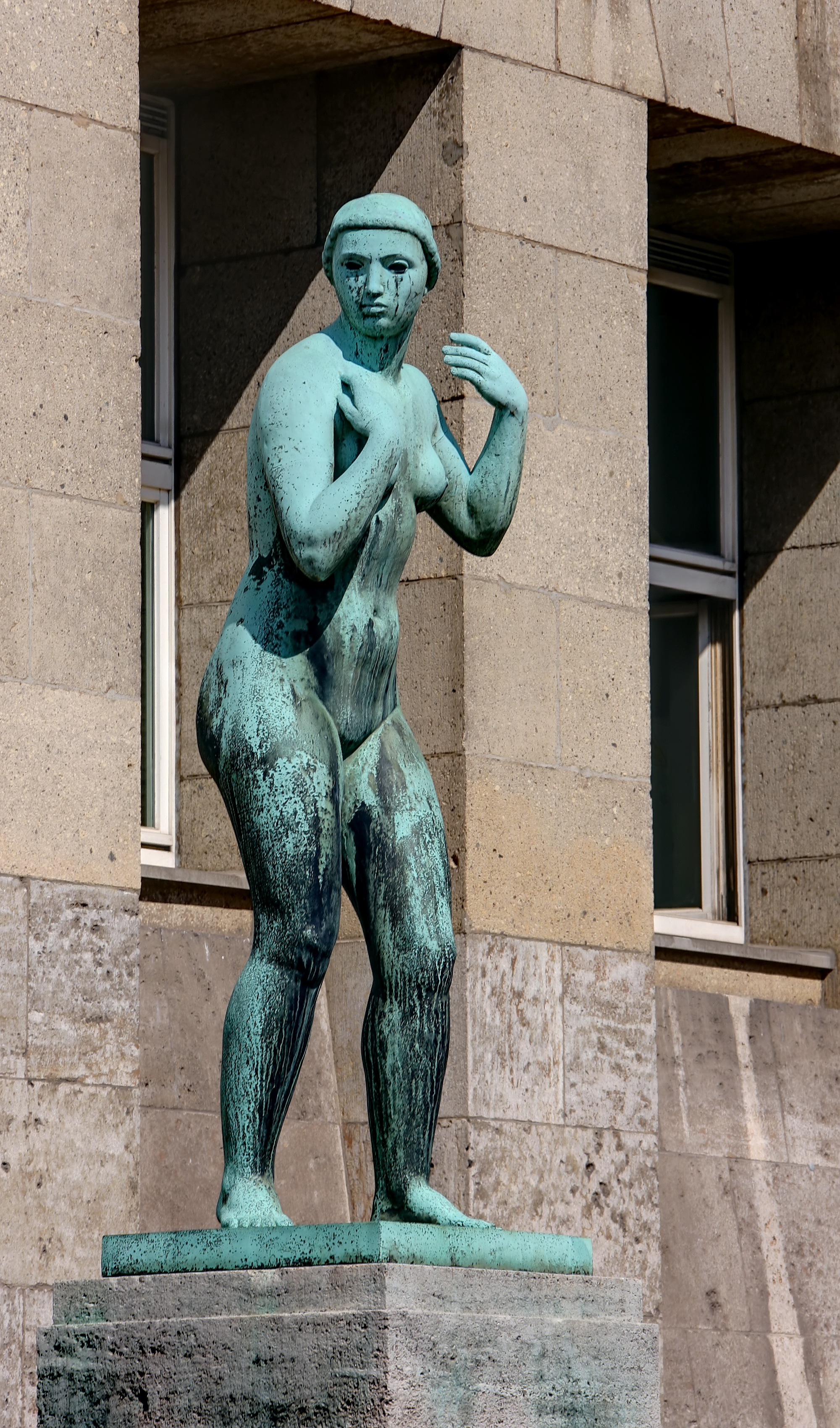
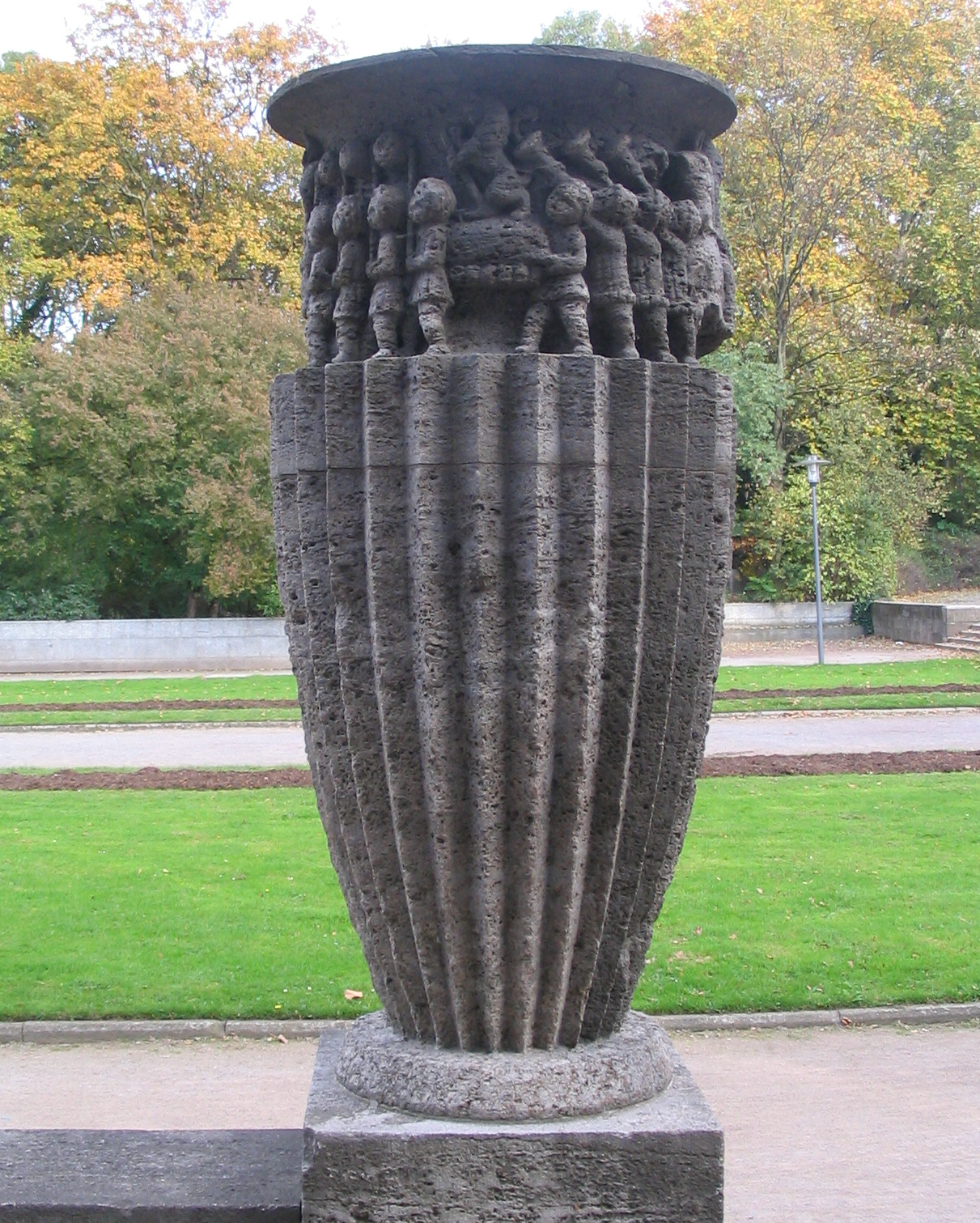
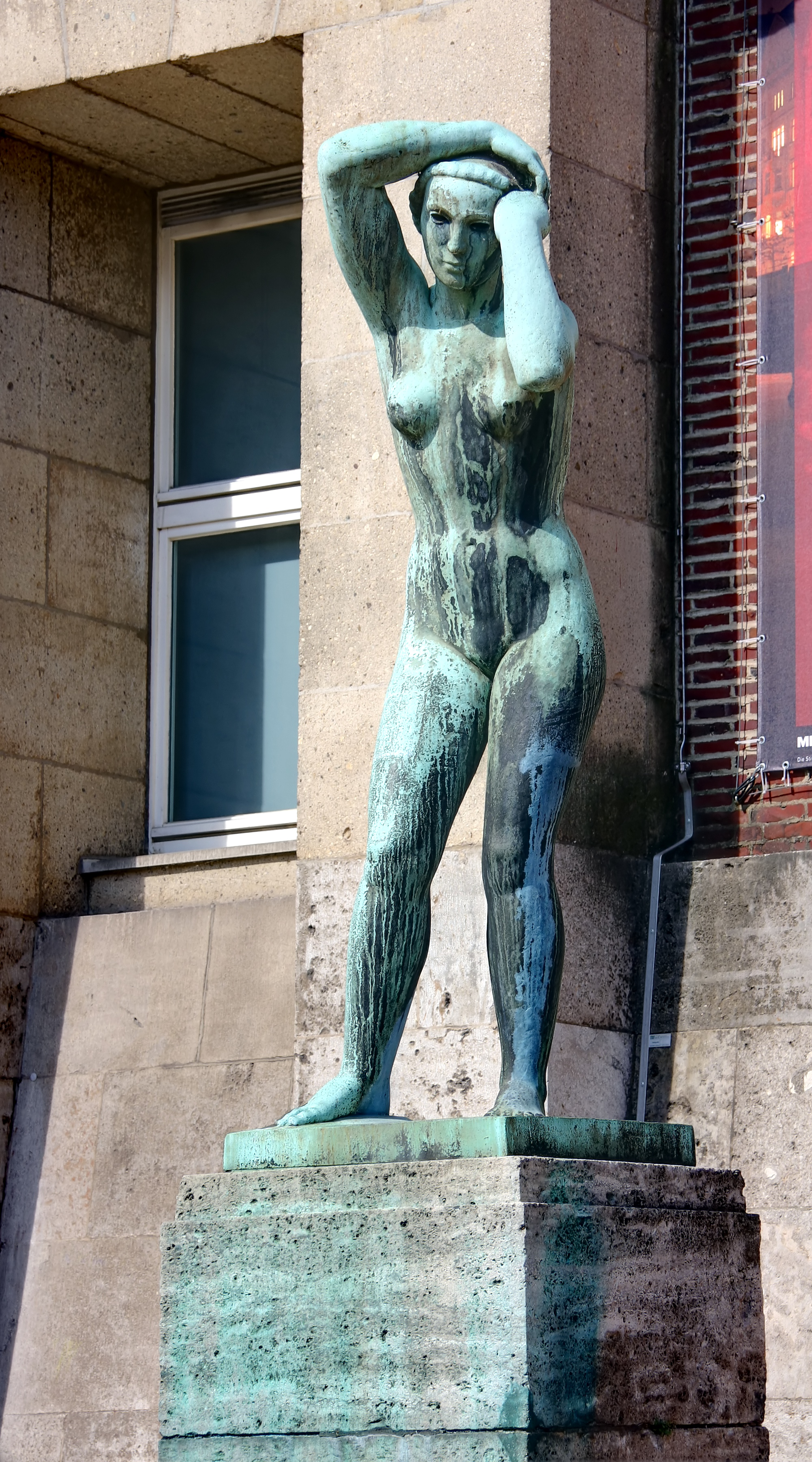
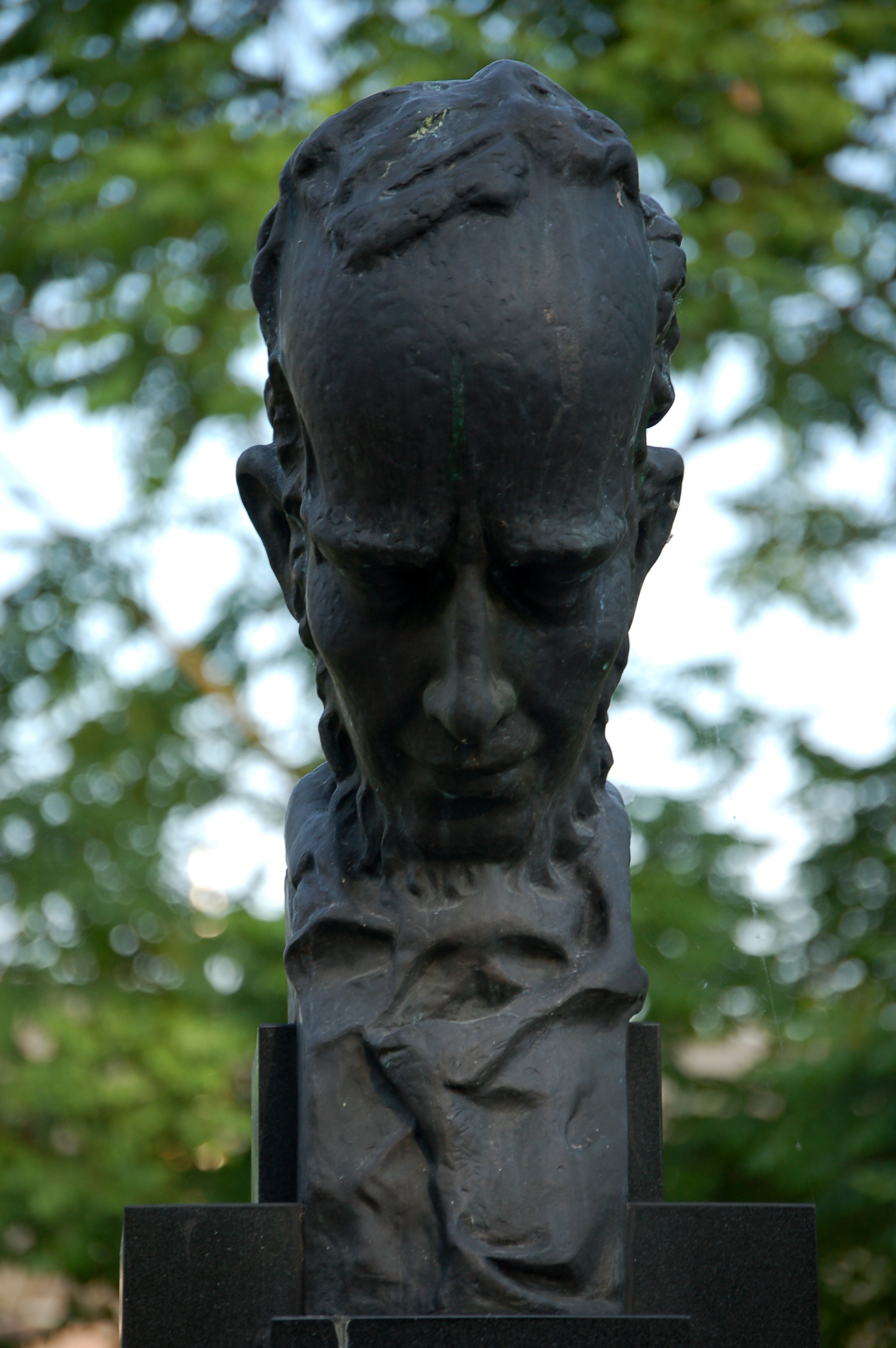